# Obruk Yaylası

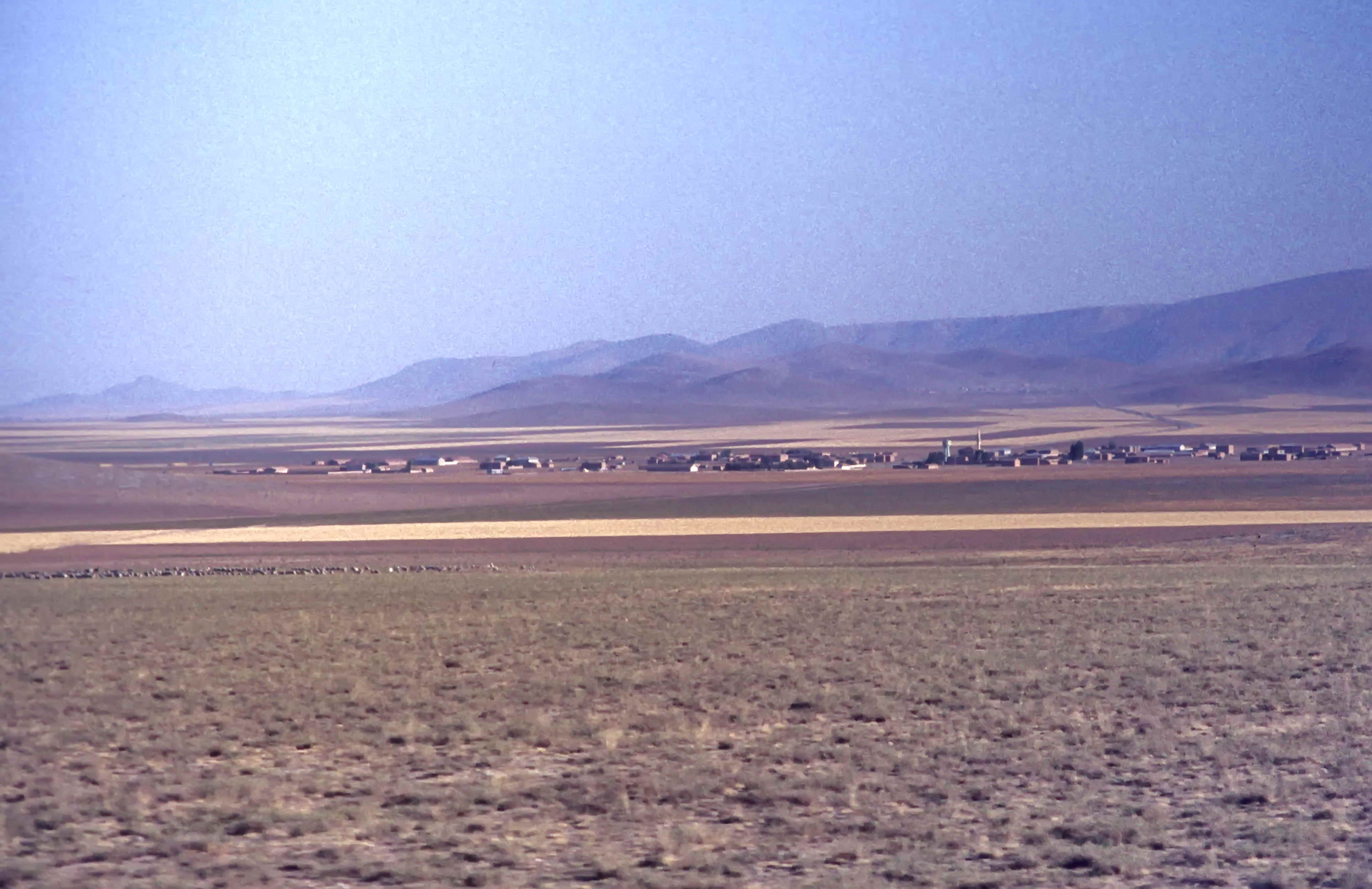
Blick über das Kalkplateau der Obruk Yaylası bei Akörenkışlası auf die Ausläufer des Hodulbaba Dağı

Die Obruk Yaylası (auch Obruk-Plateau, Kalkplatte von Obruk) ist ein ausgedehntes Kalkplateau in der Türkei in Zentrum Inneranatoliens östlich von Konya zwischen dem Tuz Gölü im Norden, dem Vulkanmassiv des Karaca Dağ bei Karapınar im Süden, den Bergländern des Hodulbaba Dağı (1746 m) mit seinen Ausläufern im Westen und der Bruchstufe von Şereflikoçhisar bei Aksaray im Osten und zählt damit zum Einbruchsbecken des großen Salzsees (Tuz Gölü).

## Namensherkunft

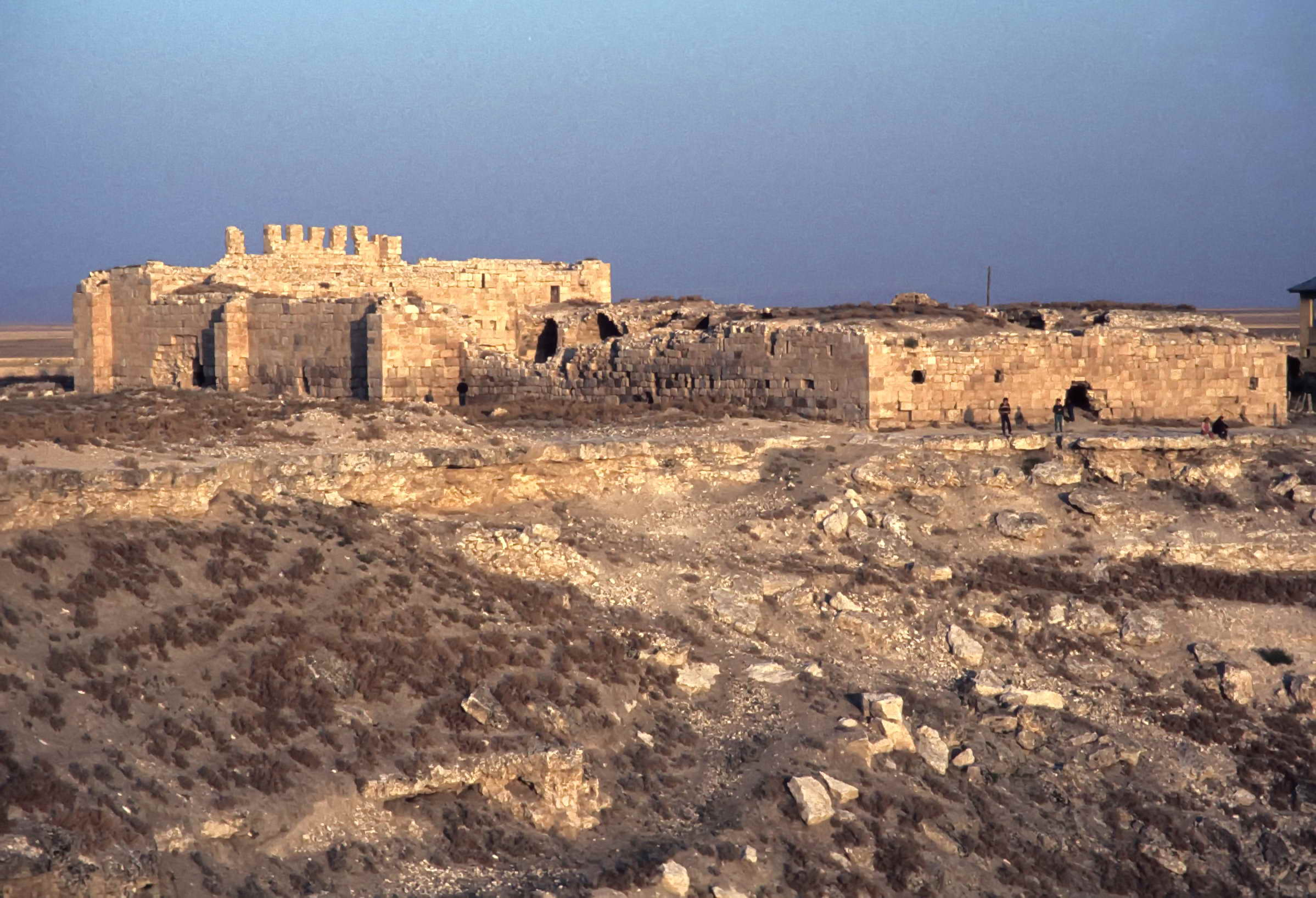
Blick auf die vom Verfall gekennzeichnete seldschukische Karawanserei des Obruk-Hans im Herbst 1983

Auf der Kalkplatte von Obruk sind tiefe Dolinen mit rundlichen Umrissen, die in der Türkei „Obruk“ (Sinkloch, Doline) genannt werden, besonders auffällig und zahlreich. Daher stammt vermutlich die Bezeichnung dieser Landschaft „Obruk Yaylası“ (Dolinen-Plateau). Der Name hängt darüber hinaus mit der kleinen dörflichen Siedlung „Zincirli“ (ehemals Kızören, ehemals Obruk) unweit nördlich abseits der Fernstraße von Konya nach Aksaray etwa 40 km südlich des Tuz Gölü zusammen. Ein älteres Dorf, Kızören, das mittlerweile weiter nördlich neu als Zincirli entstanden ist, hieß früher „Obruk“ und war erst vor wenigen Jahrzehnten verlassen worden.

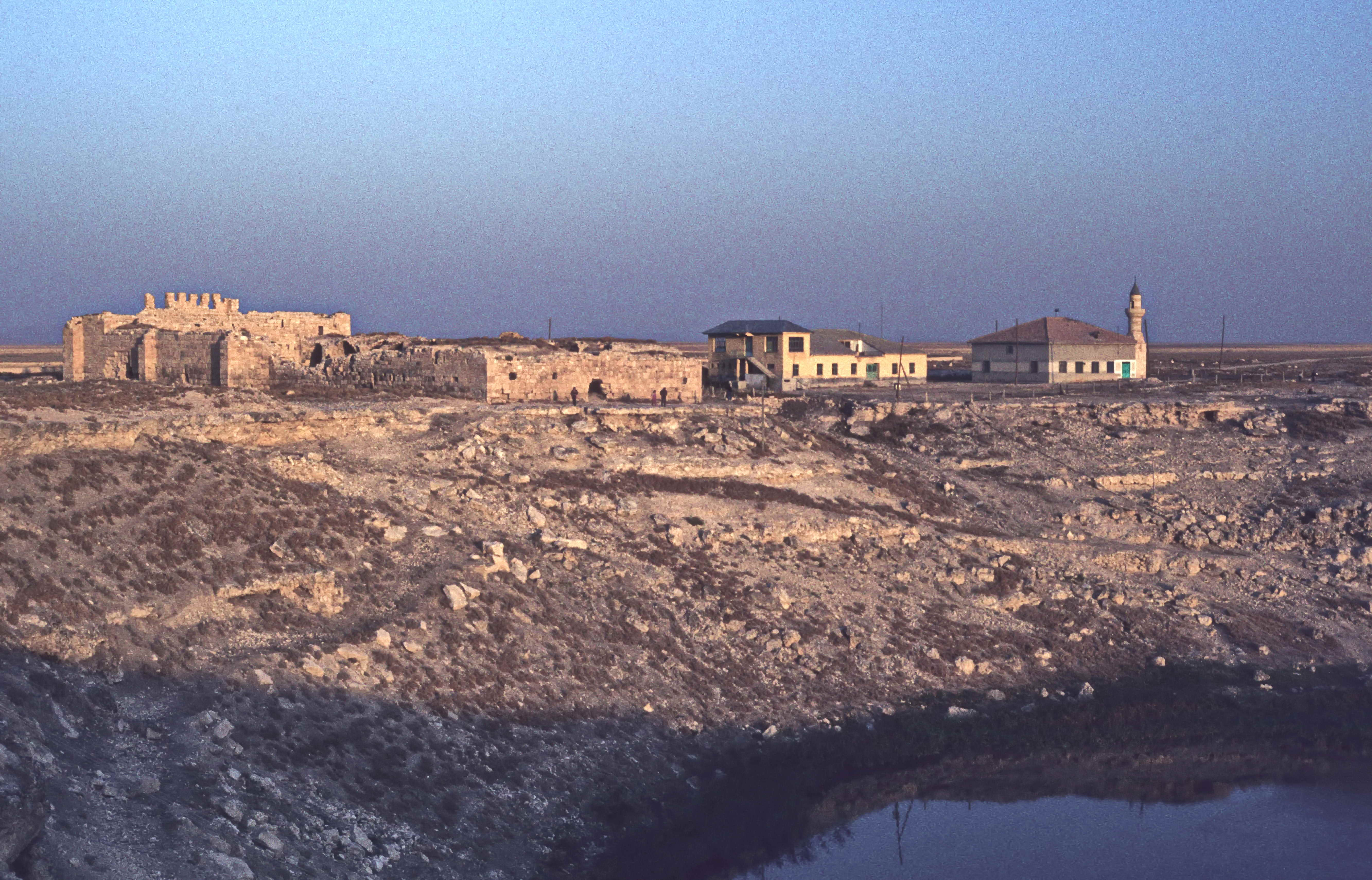
Unmittelbar neben der Riesendoline des Kızören Obruğu stehen die alte Mosche und ein aufgelassenes Gehöft in den Resten des ehemaligen Dorfes Obruk

Der Ort ist heute Zentrum eines Amtsbezirks (Bucak/Nahiye) mit Namen Obruk Bucağı. Das Alter des Siedlungsplatzes ist nicht klar bestimmbar. Der Ort hat aber bereits Mitte des 19. Jahrhunderts als Dorf mit etwa 1000 Bewohnern bestanden. Die ehemalige Siedlungsstelle des heute unscheinbaren Ortes Obruk (668 Einwohner 1985) bei der alten Dorfmoschee ist Standort einer aus antiken Quadern erbauten großen seldschukischen Karawanserei aus der Mitte des 13. Jahrhunderts, die über lange Zeit stark verfallen war und kürzlich renoviert wurde. Sie ist heute unter der Bezeichnung Kızören Hanı oder Obruk Hanı bekannt. Ein ausgedehnter, alter Friedhof liegt gegenüber der Karawanserei, der Moschee und den wenigen Häusern, die von dem ehemals großen Winterdorf (türkisch: kışla = Winteraufenthalt, im Gegensatz zu yayla = Sommeraufenthalt) Obruk übriggeblieben sind. Weitere Spuren der früheren Siedlung erkennt man vor dem Friedhof und um den Rand einer Riesendoline (Obruk), die unmittelbar östlich hinter der Karawanenstation 170 m tief in die Kalkplatte eingesenkt ist. Der Ort liegt am ehemaligen Karawanenweg von Konya via Aksaray nach Kayseri und ist wohl allein wegen seiner Karawanserei und der dortigen Riesendoline seit Jahrhunderten als „Obruk“ bekannt.

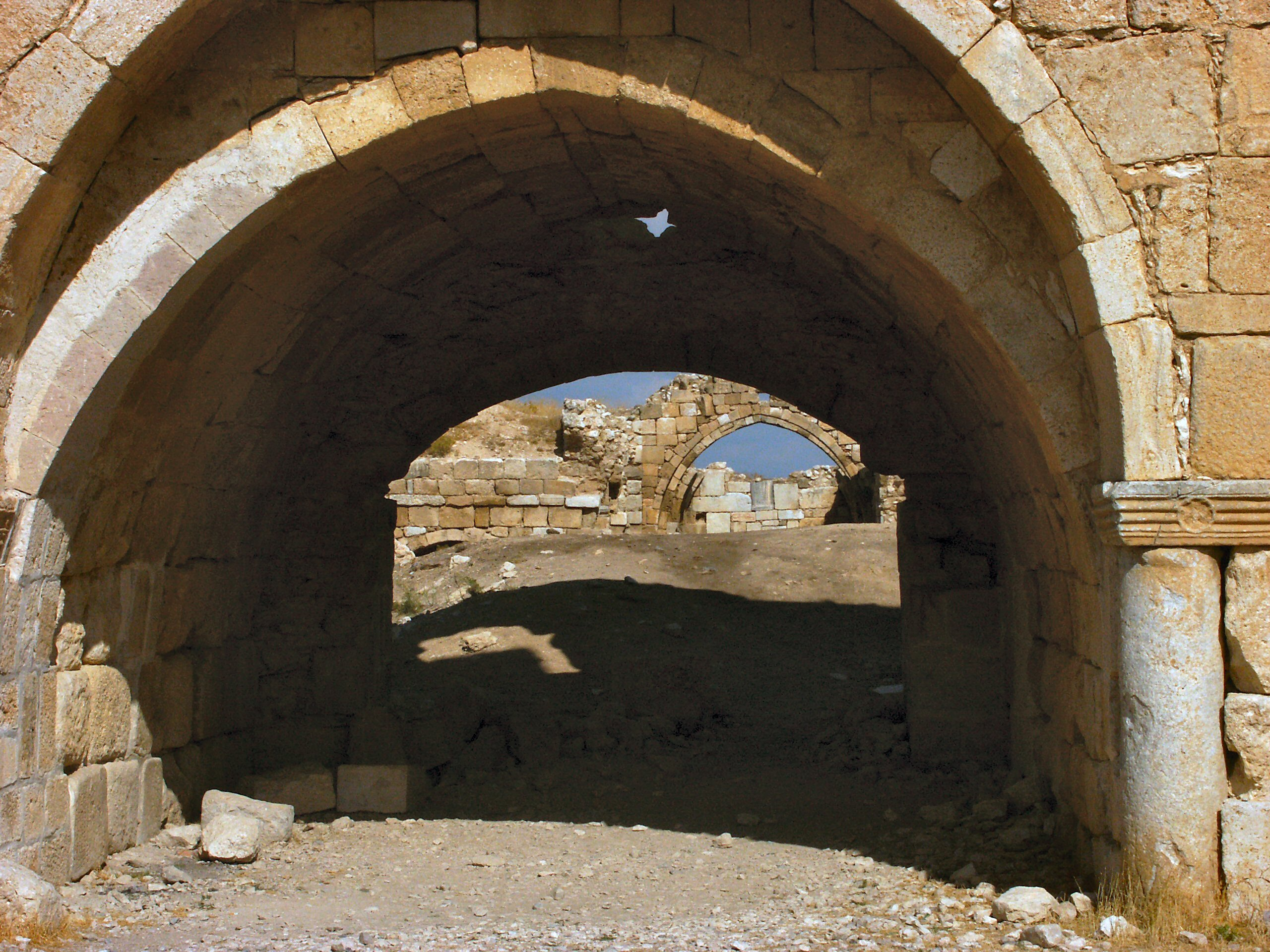
Blickt durch den Eingang in das immer noch verfallene Innere der Karawanserei Obruk Hanı vor der Renovierung (Herbst 2003)

## Geologie und Landschaftscharakter
Im Gegensatz zu den sandig, tonig bis mergeligen Neogenschichten der großen abflusslosen Beckenregion des südlichen Inneranatolien hat sich im Gebiet der Obruk Yaylası in einer Höhenlage von 1020 bis 1050 m zwischen dem Tuz-Gölü-Becken und der Konya-Ebene eine überwiegend aus pliozänen Seekalken aufgebaute Kalkfazies ausgebildet, die „Platte von Obruk“. Mit einer Höhendifferenz von 120 bis 150 m zum Seespiegel des Tuz Gölü bildet sie eine plattig-hügelige Schwelle zwischen den relativ tiefen Senkungsbecken des Tuz Gölü und der Konya-Ebene (Konya Ovası). Sie ist von breiten, trocken liegenden, flachen und vorwiegend nach Norden auf das Tuz-Gölü-Becken ausgerichteten Tälern zerschnitten, in den Senken ackerbaulich (Bewässerung) und in höheren Lagen überwiegend zu Weidezwecken (zumeist Schafhaltung) genutzt. Auf dem Plateau muss somit irgendwann früher – wahrscheinlich während der sogenannten „Pluvialzeit“ mit anderem Klima (höhere Niederschläge) – fluviatile Erosion (durch Fließgewässer) stattgefunden haben.
Das Gebiet liegt als Steppenregion des inneranatolischen Hochlandes klimatisch (Station Karapınar) bei 67 Tagen/anno mit Niederschlägen unter 0,1 mm und mittleren Jahresniederschlägen von 279,9 mm klar unter der agronomischen Trockengrenze (Grenze des Regenfeldbaus ohne künstliche Bewässerung) und verzeichnet 112 Frosttage/anno (7 Schneetage) mit Temperaturschwankungen im Jahresverlauf zwischen durchschnittlich −25,6 °C (Januar) und 37,8 °C (August). Typisch sind somit heiße trockene Sommer und kalte Winter. Fließgewässer sind rar.
Darüber hinaus ist das Kalkplateau durch eine Anzahl von seichten, langen oder elliptischen Poljen und Uvalas gegliedert und mit Dolinen durchsetzt. Sie sind in einer späteren Phase durch chemische Lösung im Kalk entstanden. Derartige Karsthohlformen der Uvalas und Poljen schwanken dort zwischen einigen hundert Metern und einigen Kilometern Länge bei einer Tiefe von 50 bis 100 m. Ihre Böden sind flach und von sandig-tonigen Verwitterungsrückständen bedeckt. Mit veränderten klimatischen Bedingungen wandelte sich mit nachlassenden Niederschlägen die oberirdische zu einer für Karstgebiete typischen unterirdischen Entwässerung, an die auch die Bildung der Obruks (Dolinene) geknüpft ist: Die chemische Lösung vollzog sich weiterhin, allerdings im Untergrund und entlang von Verwerfungslinien mit subterranen Karstwasserströmen.
Die meisten Obruks besitzen schachtartige Formen (Durchmesser 50–200 m, Tiefe zwischen 50 und 120 m schwankend). Einige davon sind mit Wasser gefüllt, die meisten allerdings sind trocken und werden als Kühlraum genutzt. An manchen Wänden der trockenen Schächte sind Höhleneingänge zu erkennen, und der Boden der Doline ist mit Kalksteinschutt bedeckt. Ein anderes Merkmal fast aller Obruks ist ihre Hangform: ein oberer Teil mit steilem Abfall (30–80°) und ein unterer senkrechter, mitunter überhängender Teil. Der obere Hang ist durch Lösungsprozesse, der untere weitgehend durch Einsturz der Höhlendecke entstanden, wo diese am dünnsten und deshalb am schwächsten war. Die frischen Formenelemente, insbesondere die sehr steilen bis senkrechten Wände, zeigen, dass Obruks in den pliozänen Seekalken wahrscheinlich pleistozäner (also junger) Entstehung sind.
Interessanterweise gibt es auf der Obruk Yaylası an manche Stellen Häufungen solcher Obruks, so z. B. 25 km südlich des Dorfes Kızören/Obruk, was vermutlich mit unterirdisch verlaufenden Höhlensystemen im Karstgebiet zu tun hat. Dort liegen Obruks in großer Zahl dicht nebeneinander reihenweise an tektonischen Störungszonen. Diese Häufungen folgen einer von Südost nach Nordwest gerichteten „Trasse“. Entsprechend solchen Häufungen unterscheidet man innerhalb der Obruk Yaylası drei Dolinen-Häufungsregionen nach ihren besonders eindrucksvollen „Haupt-Vertretern“:
1. Im Norden im Raum des Kızören Obruğu (siehe unten),
2. in der Mitte um den Meyil Obruğu und
3. im Süden im Bereich des Çıralı Obruğu.

Von Süden her fließt ein Grundwasserstrom vom Taurus nordwärts in Richtung Konya-Becken und via Obruk Yaylası weiter zur Tuz Gölü-Senke und bildet dabei Karsthohlräume innerhalb löslicher Gesteine. Klima- und Umweltveränderungen im Quartär führten damals zur Bildung von zwei großen Seen in den inneren Teilen Anatoliens, im Norden im Tuz-Gölü-Becken und im Süden im Konya-Ova, mit einem unterirdischen Wasseraustausch durch das Karstgebiet des Obruk-Plateaus, der sich offenbar bis in die Gegenwart erhalten hat.

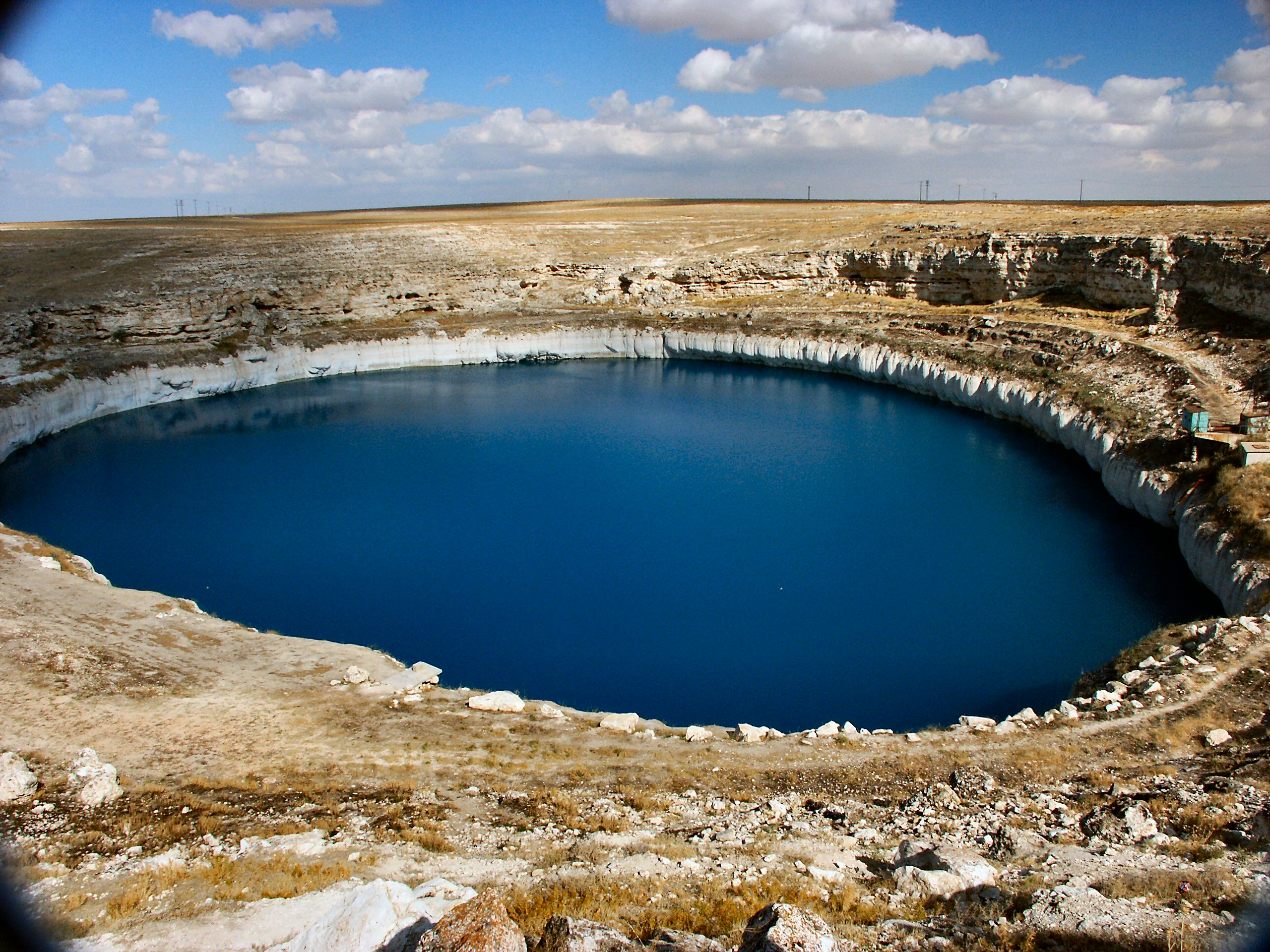
Blick auf den Kızören Gölü in der Riesendoline des Kızören Obruks bei Obruk auf dem Obruk-Plateau

### Kızören Obruğu
Eine der größten und typischsten „Riesendolinen“ ist der Obruk von Kızören. Er hat einen kreisrunden Umriss mit 230 m Durchmesser und eine Tiefe von 170 m. Er ist mit einem 145 m tiefen Süßwassersee gefüllt, dessen Spiegel jahreszeitlich einige Meter schwanken kann. Dieser Obruk Gölü (Obruk-See) wird durch starke unterirdische Karstquellen gespeist, besitzt auch unterirdische Abflüsse und hat unterirdische Verbindung mit den Karstquellen von Taşpınar 30 km nördlich am Rande des Tuz Gölü-Beckens bei Cihanbeyli. Aufgrund übermäßiger Nutzung des Grundwassers der Umgebung und des Obruk Gölü sank der Wasserspiegel des Sees zwischen 1996 und 2006 um 10 m. Deshalb wurden 2005 die Wasserentnahme aus dem See für landwirtschaftliche Bewässerung und Hausgebrauch gestoppt und ein Gebiet von 127 ha um den See sowie der Obruk selbst 2005 zum Ramsar-Feuchtgebiet „Kızören Obruğu“ erklärt.

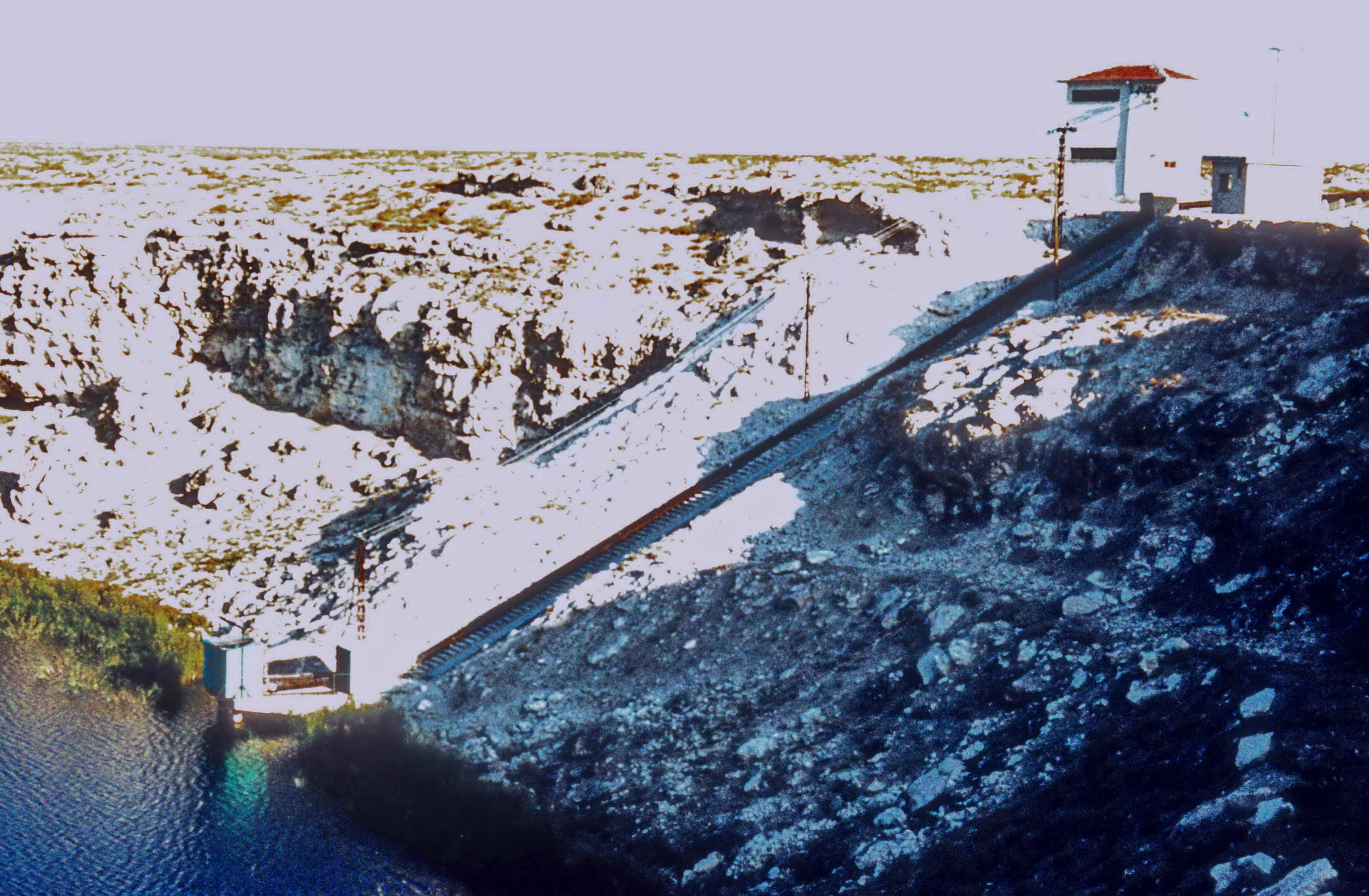
Die Bewässerung der Landwirtschaftsflächen bei Obruk über das Pumpwerk am Obruk Kizören wurde mittlerweile weitgehend eingestellt

## Jüngere Entwicklungen
In letzter Zeit hat die Anzahl der Dolinen im Konya-Becken deutlich zugenommen, hauptsächlich in den Bezirken Konya Ereğlisi und Karapınar. In einer Studie des SU Department of Map Engineering wurden in der südöstlichen Region der Obruk Yaylası bei Karapınar bei Auswertung von Satellitenbildern auf einer Fläche von 50 km² 293 Dolinen gezählt. Unter Berücksichtigung der Entstehungszeit wurden bei anderen Studien in der Provinz Konya 104 weitere Obruks identifiziert. Davon wurden 61 der Obruks als alt und 43 als neu klassifiziert. Zu den letzteren wurden Dolinen gezählt, die zwischen 1972 und 2014 gebildet wurden. Die lithologische Struktur der Gesteinsschichten (Karbonatgesteine) in der Region eignet sich hervorragend zur Bildung von Dolinen. In der gesamten Region Karapınar wurden damals etwa 350 große und kleine Dolinen geschätzt. In den 10 Jahren nach der Jahrhundertwende hatten sich dort nur wenige neue Obruks gebildet. Nach 2010 nahm die Zahl rapide um mehr als 10 Obruks pro Jahr zu. Die Anzahl der Obruks lag Ende 2017 bei 299, in den Jahren 2018–2019 wurde die Zahl 350 überschritten, und 2020 sind inzwischen 4–5 neue Obruks bekannt geworden. Ihre Zunahme wird auf die wachsende Nutzung von Grundwasser und die damit einhergehende Abnahme des Grundwasserspiegels zurückgeführt. Die meisten dieser Obruks im Bezirk Karapınar befinden sich zwar auf Feldern, manche aber auch in der Nähe von Siedlungen oder in der Nähe der Autobahnen. Man beginnt, die Nutzung des Grundwassers jetzt zu kontrollieren. Die Kultivierung von Zuckerrüben hat in der Konya-Ebene in den letzten Jahren rasant zugelegt. Dafür wurden 20.000 artesische Bohrungen in der gesamten Ebene durchgeführt, um das reichlich im Untergrund vorhandene Wasser zur Bewässerung des „Zuckerlieferanten“ bereitzustellen.

### Meyil Obruğu

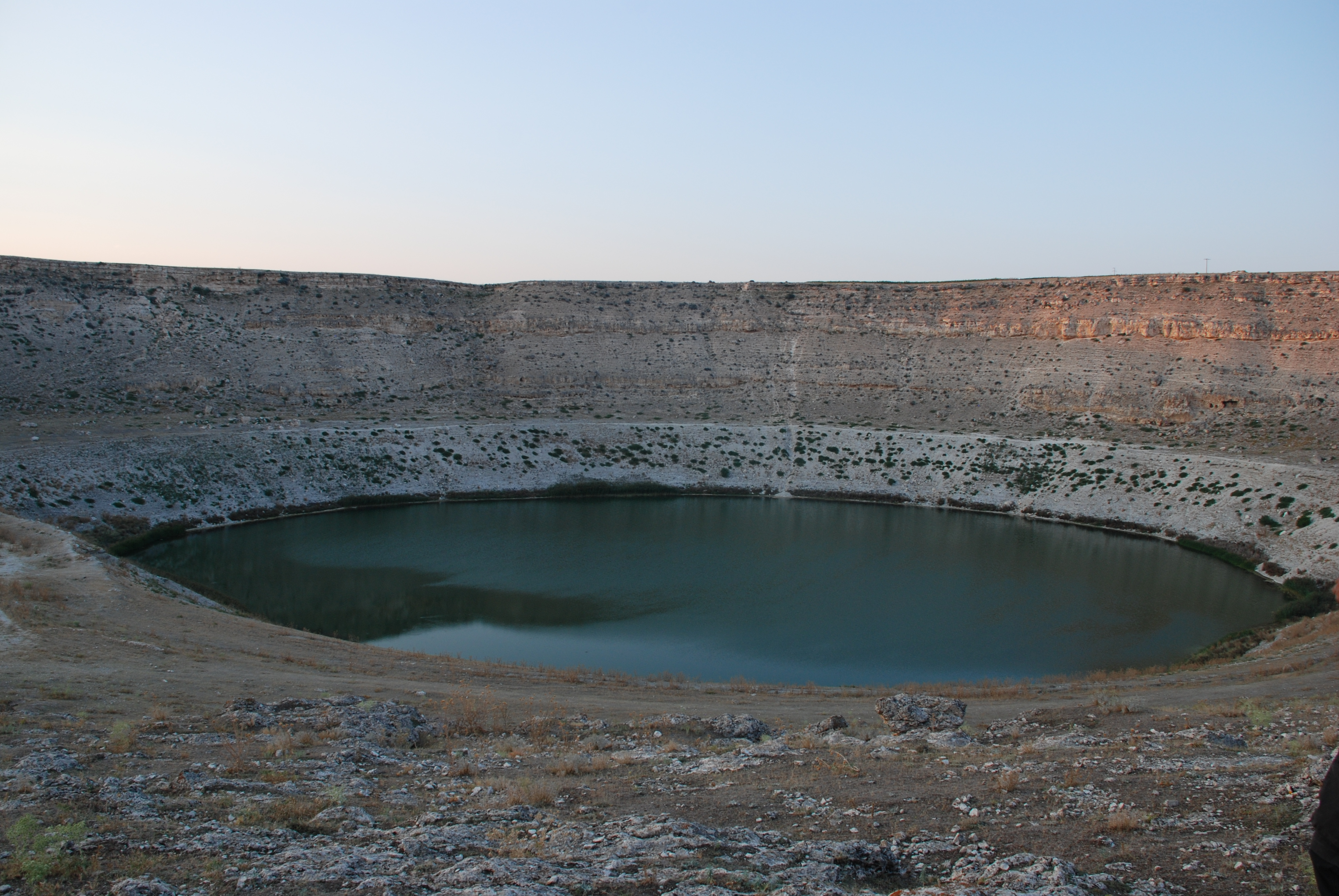
Meyil Obruğu im August 2015

24 km südwestlich von Obruk (Kızören Obruğu) und 35 km nordwestlich von Karapınar liegt auf einer Höhe von 1045 m Meyil Obruğu, eine leicht ovale Riesendoline von insgesamt 104 m Tiefe und einem oberen lichten Durchmesser von 600 × 650 m. Die Einbruchsdoline in neogenen Kalkstein-, sandigen Ton- und Mergelschichten enthält einen See (Meyil Gölü) mit einem Durchmesser von durchschnittlich 368 m und einer Tiefe von (normalerweise) etwa 40 m. Der Wasserstand ist in den letzten Jahren deutlich gesunken und das Seewasser hat sich deutlich rosa verfärbt. Aufgrund des Wasserrückgangs, hoher Sommertemperaturen und von Bakterien im Wasser können von Zeit zu Zeit bakterielle „Ausbrüche“ auftreten. In diesem Fall ist nach Untersuchungen der Fakultät für Ingenieurwissenschaften und Naturwissenschaften (Abteilung Geologische Technik) der Technischen Universität Konya die kräftige Vermehrung von Bakterien Halobacterium artemia salina für die Verfärbung verantwortlich, die ausschließlich Binnensalzseen und künstliche Salinen besiedeln.